# Harry Day
Pour les articles homonymes, voir Day.

a Compétitions nationales et continentales officielles uniquement.

b Matchs officiels uniquement.
Henry Thomas « Harry » Day, né en septembre 1863 à Newport, et mort le 12 juillet 1911 dans la même ville, est un joueur de rugby à XV international gallois. Il évolue au poste d'avant tant en sélection nationale qu'avec le club de Newport RFC. Harry Day dispute cinq matchs avec l'équipe du pays de Galles. Il participe au premier tournoi britannique remporté par le pays de Galles en obtenant une triple couronne.
Il est charpentier de métier.

## Parcours rugbystique
Harry Day évolue avec le club de Newport. Day est un avant costaud, qui apporte de la puissance au pack d'avants . Cette force est nécessaire pour son premier match d'envergure quand le 26 décembre 1888, l'équipe de Newport affronte les Māori, sans pouvoir compter sur la présence d'Arthur Gould. Les supporters de Newport ne sont pas très optimistes. Les Māoris l'emportent et inscrivent trois essais à zéro.
Il honore sa première cape internationale quand il est retenu pour disputer le Tournoi britannique de rugby à XV 1892 avec le pays de Galles pour remplacer Thomas Graham lors de la dernière rencontre. Il est retenu pour disputer le tournoi britannique en 1893 pour le match d'ouverture face à l'équipe d'Angleterre. Il joue le deuxième match du tournoi 1893. Il est remplacé par David Samuel pour le dernier match contre l'Irlande; les joueurs du XV du chardon remportent pour la première fois le championnat, tout en réussissant également la triple couronne.
Day n'est pas retenu pour le premier match du championnat suivant, le tournoi britannique 1894, qui débute pour les champions en titre par une lourde défaite 24-3 contre l'équipe d'Angleterre. Arthur Boucher déclare forfait pour le match contre l'Écosse et Harry Day est rappelé, il joue les deux dernières rencontres du tournoi. Lors de la rencontre disputée contre les Écossais et remportée 7-0, huit joueurs de l'équipe de Newport sont alignés.

## Statistiques

### En club
Harry Day dispute six saisons avec le Newport RFC au cours desquelles il joue 149 rencontres et marque 35 points. Les rencontres disputées avec Cardiff ne sont pas connues.
| Saison    | Matchs | Pts | Essais |
| 1888-1889 | 29     | 4   | 3      |
| 1889-1890 | 35     | 7   | 4      |
| 1890-1891 | 23     | 2   | 1      |
| 1891-1892 | 22     | 6   | 2      |
| 1892-1893 | 16     | 0   | 0      |
| 1893-1894 | 24     | 6   | 2      |
| Total     | 149    | 25  | 12     |

### En équipe nationale
Harry Day dispute cinq matchs avec l'équipe du pays de Galles. Il participe à trois tournois britanniques dont notamment le premier tournoi remporté par le pays de Galles en obtenant une triple couronne en 1893.
| Année | Compétition         | Matchs | Points | Essais |
| 1892  | Tournoi britannique | 1      | -      | -      |
| 1893  | Tournoi britannique | 2      | -      | -      |
| 1894  | Tournoi britannique | 2      | -      | -      |
| Total | Total               | 5      | -      | -      |